# Commission sur le racisme et le négationnisme à l'université Jean-Moulin-Lyon-III
Pour les articles homonymes, voir Négationnisme (homonymie).
La commission sur le racisme et le négationnisme à l'université Jean-Moulin-Lyon-III est une commission d'enquête française créée le 15 novembre 2001 par le ministre de l'Éducation nationale, Jack Lang, afin de faire la lumière sur les diverses allégations de racisme et de négationnisme de la part de certains enseignants et étudiants de l'université Jean-Moulin-Lyon-III. Présidée par l'historien Henry Rousso, la commission remet son rapport en 2004.

## Contexte
L'Université Jean-Moulin-Lyon-III est fondée en 1973 à la suite d'une scission avec l'Université Lyon-II ; la scission est largement définie par les affinités politiques des enseignants-chercheurs, ceux appartenant à la droite radicale rejoignant Lyon-III. Plusieurs doyens de la nouvelle université, notamment André Decocq et Jacques Goudet, sont originaires de l'UNI,.
Dans les décennies suivant la fondation de l'université, la présence d'enseignants d'extrême-droite au sein de l'université, ainsi Bruno Gollnisch ou Pierre Vial, est très critiquée, notamment par les associations étudiantes comme l'association Hippocampe et l'UEJF ; l'Institut d'études indo-européennes est particulièrement attaqué par les associations,. L'université accueille également Jean Varenne, cofondateur du GRECE, et Bernard Lugan, historien africaniste d'extrême-droite.
Plusieurs affaires en particulier attirent l'attention de l'opinion publique sur l'université. En 1985, Henri Roques, militant d'extrême-droite proche du négationniste Robert Faurisson, soutient à l'Université de Nantes sa thèse dédiée au témoignage du SS Kurt Gerstein, dans laquelle il nie l'existence des chambres à gaz ; son jury de thèse est présidé par Jean-Paul Allard, militant du groupe intellectuel de l'extrême droite GRECE et enseignant à Lyon-III. La thèse est invalidée en 1986. En 1990, Bernard Notin, maître de conférences en économie à Lyon-III, publie un article raciste et antisémite dans la revue Économies et sociétés ; il sera interdit d'enseignement pendant un an. La même année, Jean Plantin soutient à l'université un mémoire dédié à Paul Rassinnier, un des fondateurs du négationnisme en France, sous la direction de Régis Ladous, suivi en 1991 d'un mémoire de DEA niant les assassinats commis par les nazis dans les camps de concentration, sous la direction de Yves Lequin ; l'attention médiatique est attirée sur ces deux mémoires en 1999, aboutissant à la démission des deux encadrants et à l'annulation de ses titres disciplinaires en 2001. 
Si les critiques se focalisent sur l'université Lyon-III, ces différentes affaires se déroulent dans un contexte global de développement de l'antisémitisme et du négationnisme dans les universités françaises ; ainsi à l'université Lyon-II où officie le négationniste Robert Faurisson, ou à l'Université de Nantes où Henri Roques a soutenu sa thèse.

## Ouverture de la commission et «Rapport Rousso»
Peu après l'affaire Plantin, le 15 novembre 2001, Jack Lang, ministre de l'éducation nationale dans le gouvernement Jospin, annonce la création d'une commission pour « faire la lumière sur le racisme et le négationnisme qui ont pu trouver leur expression au sein de l'université Lyon-III » ; le travail de la commission commence le 11 février 2002.
La présidence de la commission est confiée – après plusieurs refus – à l'historien Henry Rousso, inventeur du terme « négationnisme » dans La France de Vichy en 1987. Rousso s'entoure d'une équipe de spécialistes : Annette Becker, Philippe Burrin et Florent Brayard. De plus, Pierre-André Taguieff et Daniel Filâtre en ont fait partie à l'origine.
Mal accueillie par le président de l'université, la commission rend ses travaux le 5 octobre 2004. Le « rapport Rousso » revient notamment sur les affaires Roques, Notin et Plantin, mais se refuse à qualifier l'université Lyon-III d'université intrinsèquement et structurellement « facho », pointant d'une part la minorité des enseignants d'extrême-droite, d'autre part le travail mené par les associations étudiantes et les enseignants contre le racisme et l'antisémitisme. Dans le même temps, le rapport pointe la tolérance des équipes dirigeantes aux idées d'extrême-droite, la faiblesse des sanctions prises à l'encontre des enseignants négationnistes (à Lyon-II comme à Lyon-III) et la complaisance de l'établissement pour des travaux universitaires de faible qualité, ainsi des travaux de Roques ou Plantin.
Dans la conclusion du rapport, la commission plaide pour la mise en place à l'université « de mécanismes d'alerte, de réflexion et d'éventuelle résolution des problèmes, en essayant de les circonscrire dans un premier temps au sein de l'université, et en évitant les effets de scandale ou la pression extérieure ».

## Réactions et suites du rapport Rousso
Les associations et syndicats étudiants Hippocampe, UNEF et UEJF se félicitent de la publication du rapport mais y regrettent l'absence de « solution politique crédible ».
Lors d'une conférence de presse donnée à la suite de la publication du rapport, Bruno Gollnisch, enseignant de l'université, ancien membre de l'institut d'études indo-européennes et cadre du Front national, qualifie la commission de « police de la pensée », met en cause la neutralité de Rousso en évoquant sa judéité, et relativise le nombre de morts causés par la Shoah. Dans plusieurs interviews données dans les médias dans les jours suivant cette conférence de presse, il remet en cause le rôle des chambres à gaz dans l'extermination des Juifs,. En octobre 2004, il est suspendu pendant trente jours pour ses propos par l'Université de Lyon-III, qui applique en cela les préconisations du rapport Rousso ; en février 2005, il est suspendu de ses fonctions d'enseignant par arrêté du ministère de l'enseignement supérieur, décision confirmée en 2006 par le CNESER puis en 2008 par le Conseil d’État. Réintégré à l'université en 2011, il prend sa retraite l'année suivante.
En dépit de la condamnation de Bruno Gollnisch, les acteurs locaux déplorent la faiblesse des mesures mises en place pour lutter contre l'extrême-droite à l'université ; au printemps 2022, les associations étudiantes interpellent de nouveau la présidence de l'université sur le sujet.

## Notice bibliographique
- Édition en ligne : Henry Rousso (dir.), Commission sur le racisme et le négationnisme à l'université Jean-Moulin Lyon III : Rapport à Monsieur le Ministre de l'Éducation nationale, 15 septembre 2004, 263 p. [sur vie-publique.fr] [sur education.gouv.fr].
- Édition imprimée : Henry Rousso (dir.), Le Dossier Lyon III : Le Rapport sur le racisme et le négationnisme à l'université Jean-Moulin, Paris, Fayard, 27 octobre 2004, 314 p. (ISBN 2-213-62368-6).